# Karlamagnús saga
La Karlamagnús saga, Karlamagnussaga ou Karlamagnus-saga (soit saga de Charlemagne) est une adaptation en prose en vieux norrois datée de la fin du XIIIe siècle de chansons de geste de la matière de France dont les personnages principaux sont Charlemagne et ses paladins. Attribuée au roi Håkon Håkonsson (dit Håkon l'Ancien) — pour lequel elle constitue un outil pour faire rentrer son pays dans l'Europe et la modernité —, elle est devenue la seule source subsistante de certains de ces récits.